# Алгона (Вашингтон)
Алгона (енгл. Algona) град је у америчкој савезној држави Вашингтон. По попису становништва из 2010. у њему је живело 3.014 становника.

## Демографија
Према попису становништва из 2010. у граду је живело 3.014 становника, што је 554 (22,5%) становника више него 2000. године.
| Група             | 2000.         | 2010.         |
| Белци             | 2.012 (81,8%) | 1.843 (61,1%) |
| Афроамериканци    | 41 (1,7%)     | 98 (3,3%)     |
| Азијати           | 146 (5,9%)    | 352 (11,7%)   |
| Хиспаноамериканци | 147 (6,0%)    | 478 (15,9%)   |
| Укупно            | 2.460         | 3.014         |